# Diplotaxis ilorcitana
Diplotaxis ilorcitana là một loài thực vật có hoa trong họ Cải. Loài này được (Sennen) C.Aedo Pérez, Mart.-Laborde & J.F.Mu mô tả khoa học đầu tiên năm 1993.